# Le Marin (journal)
Pour les articles homonymes, voir Marin.
Le Marin est un journal national, spécialisé dans l'économie maritime, dont le siège est à Rennes. Il appartient au Groupe Ouest-France.

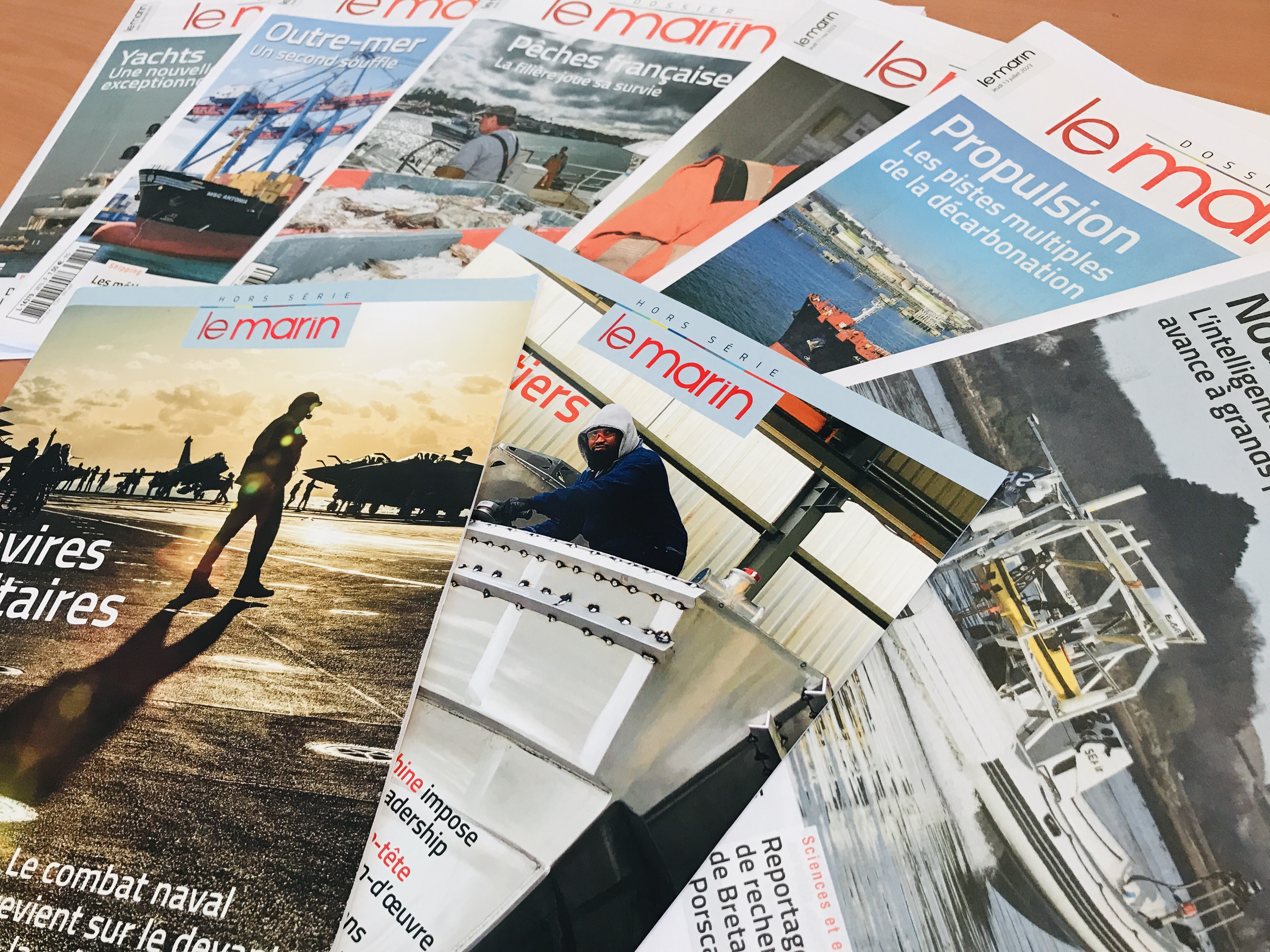
Des exemplaires papiers du journal Le Marin.

## Histoire
Le Marin a été fondé en 1946 par Alphonse Aubrée et Jean Sauvée. Son premier directeur de la publication était Jean Boixière et son rédacteur en chef Jean Sauvée. Le premier numéro, pensé d’abord comme un bimensuel, paraît le 17 octobre 1946. Il deviendra un hebdomadaire en 1948.
Il a d'abord été édité conjointement par la Société d'éditions Ouest-France et le secrétariat social maritime, puis par Ouest-France seul.
Le conseil de surveillance est présidé par Benoît Le Goaziou. L'actuel directeur de publication est le journaliste Vincent Jarnigon. La rédaction dirigée par Fanette Bon, compte 8 journalistes permanents et une trentaine de journalistes pigistes dans l’hexagone et en Outre-Mer[Quand ?].
Depuis mai 2021, Le Marin propose 10 mensuels thématiques et quatre hors-séries ainsi que des numéros spéciaux liés à l’économie maritime. La rédaction publie une lettre d'information quotidienne, diffusée tous les jours du lundi au vendredi.
Le média traite, sur le papier et sur le numérique, des sujets liés à la pêche, au transport maritime, aux énergies marines, à la défense, les ports de commerce, la formation, l’emploi, la science, l’environnement, etc…

## Diffusion
Le Marin compte près de 5 000 -abonnés et 15 000 inscrits à la lettre d'information. Le site d’actualité numérique lemarin.ouest-france.fr comptait, en octobre 2023, près d'un million de pages vues par mois.

## Organisation d'évènements
Le Marin organise deux évènements maritimes nationaux : les Assises de l’économie de la mer qui rassemble plus de 1500 personnes chaque année (et qui fêtera en 2024 ses 20 ans) et les Assises de la pêche et des produits de la mer. Ces deux évènements, préparés par la rédaction, sont à destination des professionnels des secteurs maritimes. Ils leur permettent de s’informer et de débattre sur les sujets qui traversent les communautés maritimes.